# Arthrophytum longibracteatum
Arthrophytum longibracteatum är en amarantväxtart som beskrevs av Jevgenij Korovin. Arthrophytum longibracteatum ingår i släktet Arthrophytum och familjen amarantväxter. Inga underarter finns listade i Catalogue of Life.